# 导弹发射井

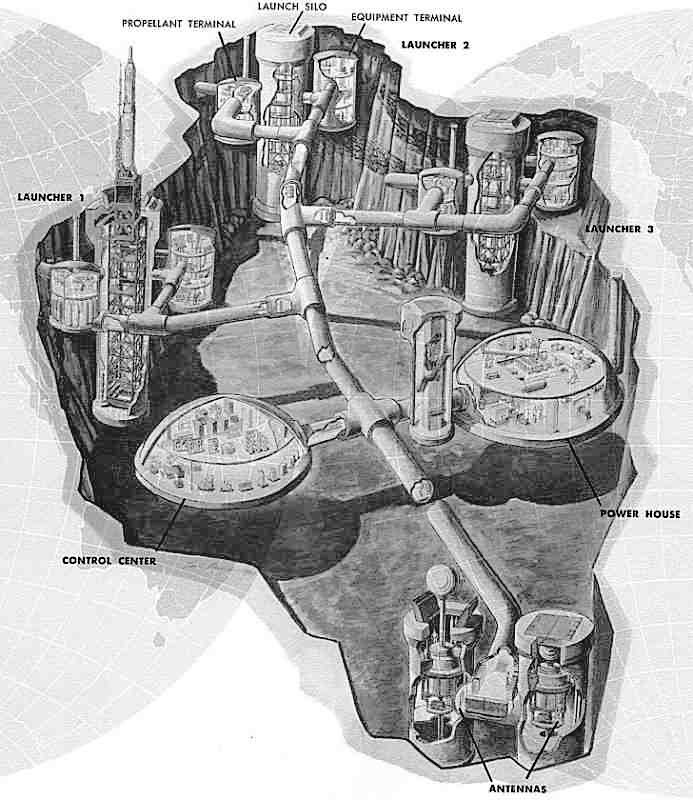
导弹发射井基地

导弹发射井是一种地下设施，导弹被垂直安装在其中供随时发射，多用于搭载核弹头的洲际弹道导弹发射。
在冷战时期，苏联与美国为了保证自身的洲际弹道导弹不被对方摧毁，因此将导弹转移至地下，开始建造导弹发射井。这种设施可以为导弹提供一定的防御，战时可以将导弹快速发射。
随着导弹精度的不断提高，导弹发射井由于位置固定，容易被侦查并摧毁，因此中国军方修建了地下长城，导弹可以在地下的隧道网络进行机动来转移发射位置。

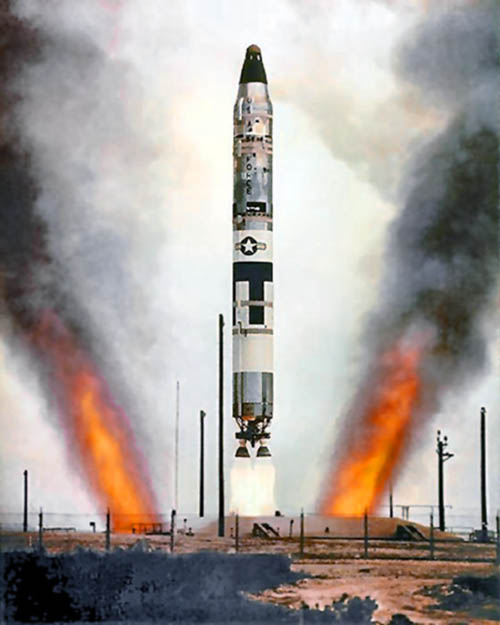
LGM-25C泰坦二型洲際彈道飛彈（英语：LGM-25C Titan II）從井中發射
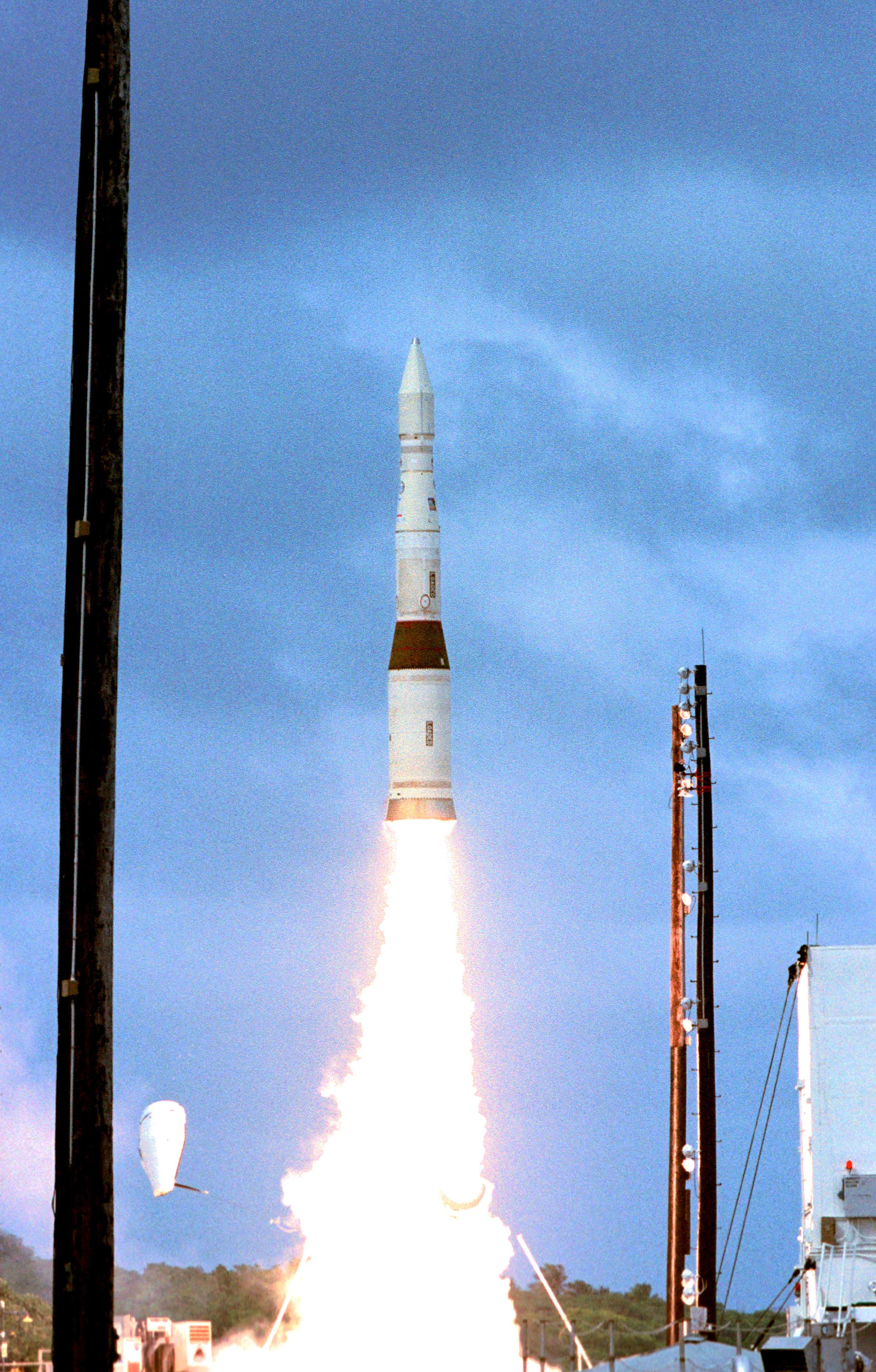
LGM-30B義勇兵二型洲際彈道飛彈從井中發射
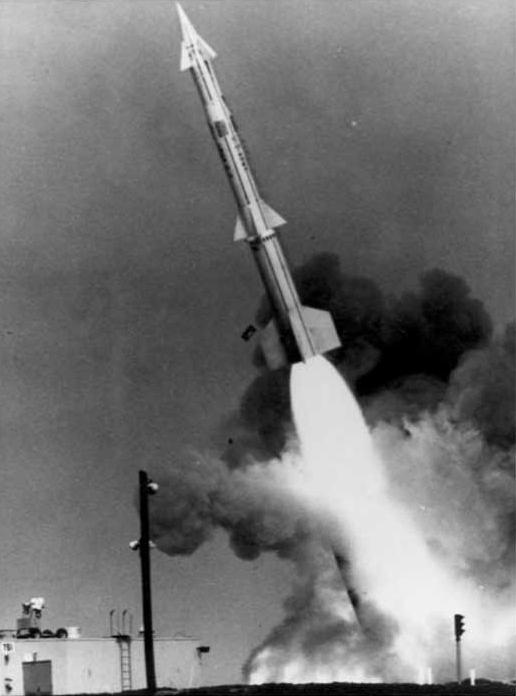
LIM-49斯巴達人防空飛彈（英语：LIM-49 Spartan）從井中發射
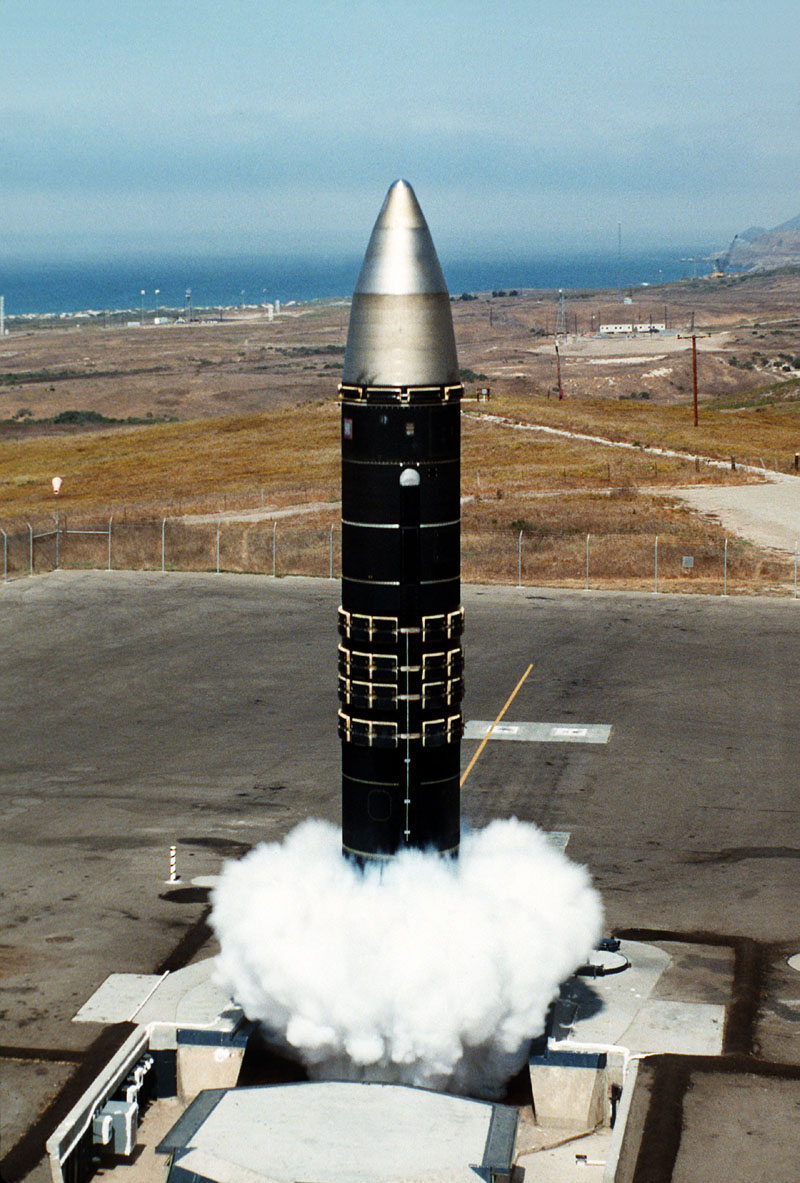
LGM-118A維和者洲際彈道飛彈從井中發射
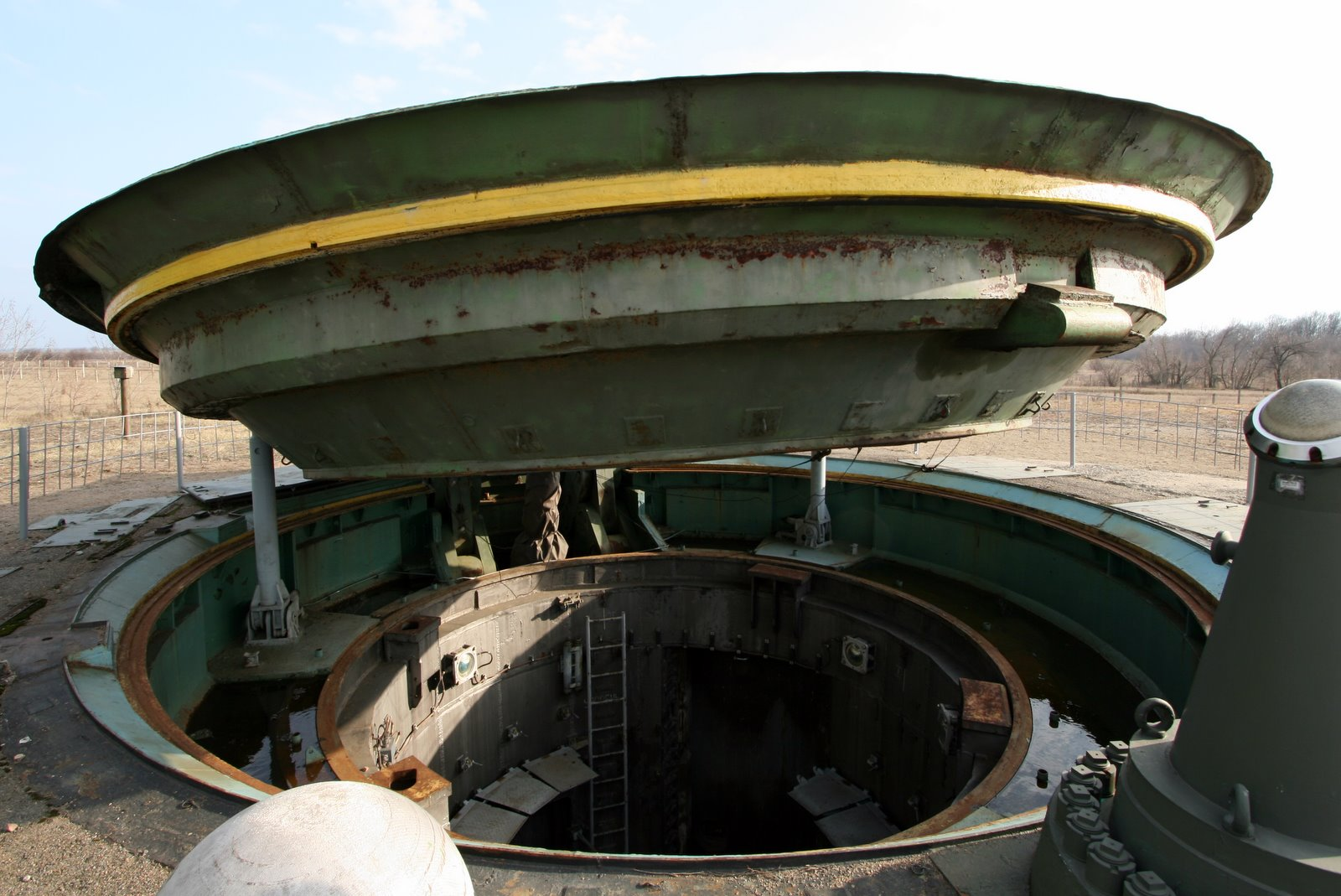
位於烏克蘭的前蘇聯戰略導彈部隊博物館內展出的一處RT-23(北約代號SS-24 Scalpel （手術刀）)發射井蓋